# Lípa u Pístovského památníku
Lípa u Pístovského památníku je památný strom u osady Pístov severovýchodně od Chodové Plané. Lípa malolistá (Tilia cordata) roste v porostu při bývalé cestě na okraji Pístova v nadmořské výšce 640 m, poblíž památníku obětí pochodu smrti z 2. světové války. Obvod jejího kmene měří 325 cm a koruna stromu dosahuje do výšky 27 m (měření 1986). Chráněna je od roku 1987 pro svůj vzrůst a věk.

## Stromy v okolí
- Chodovoplánský dub
- Lípy u Tabákového mlýna
- Lípa ve Výškovicích
- Boněnovská lípa